# Fabrizio Fioretti
Fabrizio Fioretti (Roma, 15 marzo 1966) è un ex calciatore italiano, di ruolo centrocampista.

## Caratteristiche tecniche
Fioretti è stato un centrocampista impiegato prevalentemente come regista. Dotato di visione di gioco e precisione nei lanci, era uno specialista dei calci di punizione.

## Carriera
Cresce nel Banco Roma, da dove si trasferisce alla Lodigiani con cui gioca due campionati di Serie C2 sotto la direzione di Guido Attardi. Nella prima stagione segna un gol in 22 presenze, mentre nella seconda realizza 8 reti in 30 partite.
Lo ingaggia quindi il Barletta che lo fa debuttare in Serie B nella stagione 1987-1988. Con la compagine barlettana gioca tra i cadetti per due campionati e ad ottobre del 1989 si trasferisce al Bari. Con i galletti esordisce nella massima serie, il 17 dicembre 1989 nella partita Cremonese-Bari (0-2), e a fine stagione totalizza 8 presenze con un gol, realizzato nel 2-2 esterno contro la Fiorentina.
A fine stagione ritorna in Serie B, passando al Pescara: in Abruzzo è un titolare fisso sia con Carlo Mazzone che con Giovanni Galeone, e gioca in totale 36 partite con 6 reti. Nella stagione successiva viene ceduto per motivi economici al Piacenza, neopromosso tra i cadetti: in Emilia colleziona 27 presenze e 5 gol (alternandosi al giovane emergente Daniele Moretti), contribuendo alla salvezza della squadra di Luigi Cagni. Nella stagione 1992-1993, invece, disputa solamente 3 partite a causa di un grave infortunio che lo tiene fermo per tutta la stagione, proprio nell'annata della prima promozione in Serie A degli emiliani.
Nel 1993-1994 viene ceduto al Verona, dove si ristabilisce fisicamente e mette a segno 3 reti in 28 gare di campionato. Nel 1994 si trasferisce all'ambizioso Avellino di Giuseppe Papadopulo, vestendone la fascia di capitano e conquistando la promozione in Serie B; nel campionato 1995-1996 viene impiegato a singhiozzo e non può evitare la retrocessione degli irpini in Serie C1.
Disputa altre due stagioni in terza serie con le maglie di Gualdo e Siena, che nel 1998 non gli rinnova il contratto; nel mese di agosto viene ingaggiato dalla Pistoiese allenata da Andrea Agostinelli, di cui diventa leader e uomo d'esperienza. Con i toscani conquista la sua seconda promozione in Serie B, realizzando 8 reti di cui sette nel solo girone d'andata, grazie a rigori e calci di punizione; contribuisce poi alla salvezza nella stagione successiva, dopo lo spareggio contro il Cesena. Nella sua terza stagione a Pistoia è poco impiegato (una sola presenza fino a gennaio) a causa di un infortunio al ginocchio e della concorrenza di Daniele Amerini e Massimiliano Allegri; nel gennaio 2001 viene ceduto alla Lucchese con cui disputa 5 partite nel campionato di Serie C1 2000-2001, prima di chiudere la carriera con un'ulteriore stagione in Serie C1 all'Arezzo.

## Palmarès

### Club

#### Competizioni internazionali
- Coppa Mitropa: 1

Bari: 1990